# Parafia Matki Bożej Szkaplerznej w Bracławiu
Parafia Matki Bożej Szkaplerznej w Bracławiu – parafia znajdująca się w diecezji kamienieckiej w dekanacie Murafa, na Ukrainie. Obecnie liczy 180 wiernych.
W parafii pracują siostry loretanki, które mają tu swoje wydawnictwo.

## Historia
Pierwszy, drewniany kościół w Bracławiu zbudowano około 1540. W 1552 został on zniszczony przez Tatarów. Odbudowany i kolejny raz zniszczony w XVII wieku przez Kozaków. W 1730 nowy, drewniany kościół został zbudowany z inicjatywy zakonu trynitarzy. W 1743 powstał kościół murowany. Znajdował się tu łaskami słynący obraz Matki Bożej. W 1880 parafia liczyła 4309 wiernych. Bracław był wtedy stolicą dekanatu bracławskiego w diecezji łucko-żytomierskiej, który obejmował powiaty bracławski i hajsyński.
Obecny kościół wybudowano w latach 1865–1884. W 1889 konsekrował go biskup pomocniczy łucko-żytomierski Cyryl Lubowidzki.
Kościół został zamknięty przez komunistów w 1930. Ostatni proboszcz ks. Zygmunt Kwaśniewski został w 1929 poinformowany, że Sowieci zamierzają go rozstrzelać. Postanowił uciekać w stroju świeckim. Rozpoznało go jednak dwóch Żydów, którzy natychmiast donieśli o tym milicji. Ks. Kwaśniewski został aresztowany i rozstrzelany. Świątynia ponownie otwarta została w czasie okupacji rumuńskiej, działała do 4 stycznia 1950, gdy władze sowieckie ponownie ją zamknęły. W kolejnych latach wykorzystywana w celach świeckich.
Kościół został zwrócony wiernym w 1990. 16 maja 1990  franciszkanin Martynian Wojciech Darzycki poświęcił odzyskaną świątynie. Wtedy też odrodziła się parafia.